# The Beach Boys’ Christmas Album
A The Beach Boys’ Christmas Album a The Beach Boys karácsonyi nagylemeze, amely az 1964-es ünnepi szezonra jelent meg. Az öt eredeti Beach Boys-dalt és hét karácsonyi standerd feldolgozását tartalmazó LP az 1964-es és az azt követő évek karácsonyi lemezpiacának sikeralbuma lett, amely a 6. helyig jutott a Billboard karácsonyi listáján.
Az saját szerzemények közül a „Little Saint Nick” már az 1963-as ünnepre is megjelent kislemezen, s napjainkra a legnépszerűbb karácsonyi dalok egyikévé vált. A „Man With All The Toys” az 1964-es szezon slágere lett. Az album „Christmas Day” című dalában hallható Alan Jardine első szólóvokálja.
Az öt eredeti dalt Brian Wilson hangszerelte, míg a tradicionális dalok nagyzenekari hangszerelését Dick Reynolds, a Four Freshmen (Wilson kedvenc vokálegyüttesének) producere végezte.
A The Beach Boys’ Christmas Album napjainkra minden idők egyik legkedveltebb ünnepi lemezévé vált, a Beach Boys pedig négy nagylemez és számos kislemezsláger kiadása után egy kimerítő és rendkívül sikeres évet tudhatott maga mögött.

## Az album dalai
1. „Little Saint Nick” (Brian Wilson/Mike Love) – 2:00
  - Szólóvokál: Mike Love
  - A nagylemezen a dal az 1963-as kislemezétől eltérő keverésben hallható.
2. "The Man With All The Toys" (Brian Wilson/Mike Love) – 1:32
  - Szólóvokál: Brian Wilson és Mike Love
3. „Santa’s Beard” (Brian Wilson/Mike Love) – 2:00
  - Szólóvokál: Mike Love
4. „Merry Christmas, Baby” (Brian Wilson) – 2:20
  - Szólóvokál: Mike Love
5. „Christmas Day” (Brian Wilson) – 1:47
  - Szólóvokál: Alan Jardine
6. „Frosty The Snowman” (Steve Nelson/Jack Rollins) – 1:54
  - Szólóvokál: Brian Wilson
7. „We Three Kings Of Orient Are” (John Henry Hopkins) – 4:03
  - Szólóvokál: Brian Wilson és Mike Love
8. „Blue Christmas” (Billy Hayes/Jay W. Johnson) – 3:09
  - Szólóvokál: Brian Wilson
9. „Santa Claus Is Coming To Town” (J. Fred Coots/Haven Gillespie) – 2:20
  - Szólóvokál: Brian Wilson és Mike Love
10. „White Christmas” (Irving Berlin) – 2:29
  - Szólóvokál: Brian Wilson
11. „I’ll Be Home For Christmas” (Kim Gannon/Walter Kent/Buck Ram) – 2:44
  - Szólóvokál: Brian Wilson
12. „Auld Lang Syne” (Tradicionális) – 1:19
  - Szólóvokál: Brian Wilson, Carl Wilson, Dennis Wilson, Mike Love és Alan Jardine

### Kislemezek
- "Little Saint Nick"/"The Lord's Prayer" (Capitol 5096), 1963. december 2. US #3
- "The Man With All The Toys/"Blue Christmas" (Capitol 5312), 1964. november 16. US #3
  - A The Beach Boys’ Christmas Album jelenleg külön CD-n is kapható, korábban kiadatlan bónuszdalokkal kiegészítve, és az 1998-as Ultimate Christmas válogatás részeként is.
  - A The Beach Boys’ Christmas Album (Capitol (S) T 2164) a 6. helyig jutott az Egyesült Államokban, és összesen 13 hetet töltött a listán 1964 és 1968 közötti ünnepi szezonok során.

## Külső hivatkozások
- A The Beach Boys’ Christmas Album dalszövegei